# Eleição municipal de Aracaju em 2000
A eleição municipal de Aracaju em 2000 realizou-se em 1 de outubro do mesmo ano, em turno único, para a eleição de um prefeito, um vice-prefeito e mais 21 vereadores. O prefeito titular era João Gama do PMDB. Marcelo Déda do PT foi eleito prefeito em turno único, derrotando Almeida Lima do PDT e o, então, senador Antônio Valadares do PSB. Marcelo Déda foi eleito para um mandato pelo período de 1º de janeiro de 2001 a 31 de dezembro de 2004.

## Candidatos a prefeito
|  | Nº | Candidato(a) a prefeito | Candidato(a) a prefeito                                 | Candidato(a) a vice-prefeito | Candidato(a) a vice-prefeito                               | Coligação |
|  | -- | ----------------------- | ------------------------------------------------------- | ---------------------------- | ---------------------------------------------------------- | --- |
|  | 31 |                         | Adelmo Macedo (PHS) Adelmo Alves de Macedo              |                              | Fernando Rocha (PHS) Fernando Raimundo Rocha dos Santos    | Partido não coligado - Partido Humanista da Solidariedade (PHS) |
|  | 12 |                         | Almeida Lima (PDT) José Almeida Lima                    |                              | Evaldo Campos (PDT) Evaldo Fernandes Campos                | "Aracaju Vai Ser Feliz de Novo" - Partido Democrático Trabalhista (PDT) - Partido Liberal (PL) - Partido Social Cristão (PSC) - Partido Trabalhista Nacional (PTN) - Partido Social Democrático (PSD) - Partido Republicano Progressista (PRP) - Partido dos Aposentados da Nação (PAN) - Partido Social Liberal (PSL) |
|  | 40 |                         | Antônio Carlos Valadares (PSB) Antônio Carlos Valadares |                              | Max José Vasconcelos (PFL) Max José Vasconcelos de Andrade | "Pra Frente Aracaju" - Partido Socialista Brasileiro (PSB) - Partido da Frente Liberal (PFL) - Partido Progressista Brasileiro (PPB) - Partido do Movimento Democrático Brasileiro (PMDB) - Partido Trabalhista Brasileiro (PTB) - Partido Social Trabalhista (PST) - Partido da Social Democracia Cristã (PSDC) - Partido Renovador Trabalhista Brasileiro (PRTB) - Partido Trabalhista do Brasil (PTdoB) - Partido da Mobilização Nacional (PMN) - Partido da Reconstrução Nacional (PRN) - Partido Geral dos Trabalhadores (PGT) |
|  | 43 |                         | Ismael Silva (PV) Ismael Silva Santos                   |                              | Reynaldo Nunes (PV) Reynaldo Nunes de Morais               | Partido não coligado - Partido Verde (PV) |
|  | 13 |                         | Marcelo Déda (PT) Marcelo Déda Chagas                   |                              | Edvaldo Nogueira (PCdoB) Edvaldo Nogueira Filho            | "Aracaju Para Todos" - Partido dos Trabalhadores (PT) - Partido Comunista do Brasil (PCdoB) - Partido Socialista dos Trabalhadores Unificado (PSTU) |

## Resultado da eleição
| 1º Turno 1 de outubro de 2000  | 1º Turno 1 de outubro de 2000 | 1º Turno 1 de outubro de 2000 | 1º Turno 1 de outubro de 2000 |
| Candidato(a)                   | Vice                          | Votação                       | Votação                       |
| Candidato(a)                   | Vice                          | Total                         | Porcentagem                   |
| ------------------------------ | ----------------------------- | ----------------------------- | ----------------------------- |
| Marcelo Déda (PT)              | Edvaldo Nogueira (PCdoB)      | 122.018                       | 52,80%                        |
| Almeida Lima (PDT)             | Evaldo Campos (PDT)           | 51.987                        | 22,50%                        |
| Antônio Carlos Valadares (PSB) | Max José Vasconcelos (PFL)    | 51.018                        | 22,08%                        |
| Adelmo Macedo (PHS)            | Fernando Rocha (PHS)          | 3.545                         | 1,53%                         |
| Ismael Silva (PV)              | Reynaldo Nunes (PV)           | 2.522                         | 1,09%                         |
| Total de votos válidos         | Total de votos válidos        | 231.090                       | 100,00%                       |
| Votos apurados                 |                               |                               |                               |
| Votos válidos                  | Votos válidos                 | 231.090                       | 90,93%                        |
| Votos em branco                | Votos em branco               | 5.785                         | 2,28%                         |
| Votos nulos                    | Votos nulos                   | 17.270                        | 6,79%                         |
| Total de votos apurados        | Total de votos apurados       | 254.145                       | 100,00%                       |
| Eleitores                      |                               |                               |                               |
| Comparecimento                 | Comparecimento                | 254.145                       | 86,92%                        |
| Abstenções                     | Abstenções                    | 38.244                        | 13,08%                        |
| Total de eleitores             | Total de eleitores            | 292.389                       | 100,00%                       |

## Vereadores eleitos
Representação eleita
  PT: 3
  PDT: 3
  PMDB: 3
  PPS: 2
  PTB: 2
  PFL: 2
  PSB: 2
  PSDB: 1
  PST: 1
  PCdoB: 1
  PPB: 1

Fonteː
| Número | Vereadores eleitos  | Partido | Votação | Percentual |
| 23123  | Adelson Barreto     | PPS     | 4.947   | 2,04%      |
| 13300  | Francisco Gualberto | PT      | 4.729   | 1,95%      |
| 45613  | Sérgio Góes         | PSDB    | 4.046   | 1,67%      |
| 23654  | Marcélio Bonfim     | PPS     | 3.300   | 1,36%      |
| 13333  | Magal da Pastoral   | PT      | 3.168   | 1,31%      |
| 13500  | Antônio Samarone    | PT      | 3.070   | 1,27%      |
| 12345  | Rivanda Farias      | PDT     | 3.016   | 1,24%      |
| 15220  | Kennedy Fonseca     | PMDB    | 2.988   | 1,23%      |
| 15612  | Jidenal Santos      | PMDB    | 2.897   | 1,19%      |
| 15800  | Nilza Santana       | PMDB    | 2.601   | 1,07%      |
| 14655  | Zeca                | PTB     | 2.538   | 1,05%      |
| 14625  | Evando Franca       | PTB     | 2.374   | 0,98%      |
| 25625  | Mendonça Prado      | PFL     | 2.302   | 0,95%      |
| 18222  | Mineiro             | PST     | 2.292   | 0,94%      |
| 65666  | Tânia Soares        | PCdoB   | 2.099   | 0,87%      |
| 11111  | Gilson Vasconcelos  | PPB     | 1.994   | 0,82%      |
| 12456  | Joaldo Barreto      | PDT     | 1.897   | 0,78%      |
| 12120  | Pastor Antônio      | PDT     | 1.893   | 0,78%      |
| 25678  | Dra. Jane Melo      | PFL     | 1.796   | 0,74%      |
| 40640  | Elber Batalha       | PSB     | 1.535   | 0,63%      |
| 40199  | Francisco Façanha   | PSB     | 1.416   | 0,58%      |